# Штикада
44°19′ пн. ш. 15°47′ сх. д. / 44.31° пн. ш. 15.79° сх. д.
Штикада (хорв. Štikada) — населений пункт у Хорватії, в Лицько-Сенській жупанії у складі громади Ловинаць.

## Населення
Населення за даними перепису 2011 року становило 216 осіб.
Динаміка чисельності населення поселення:

## Клімат
Середня річна температура становить 9,17 °C, середня максимальна – 22,53 °C, а середня мінімальна – -6,12 °C. Середня річна кількість опадів – 1141 мм.
| Клімат поселення                              | Клімат поселення | Клімат поселення | Клімат поселення | Клімат поселення | Клімат поселення | Клімат поселення | Клімат поселення | Клімат поселення | Клімат поселення | Клімат поселення | Клімат поселення | Клімат поселення | Клімат поселення |
| Показник                                      | Січ.             | Лют.             | Бер.             | Квіт.            | Трав.            | Черв.            | Лип.             | Серп.            | Вер.             | Жовт.            | Лист.            | Груд.            |                  |
| Середній максимум, °C                         | 6,42             | 7,46             | 10,56            | 14,41            | 18,91            | 22,52            | 22,53            | 22,40            | 18,34            | 14,25            | 9,12             | 5,41             |                  |
| Середня температура, °C                       | 0,14             | 1,20             | 4,29             | 8,13             | 12,65            | 16,26            | 18,40            | 18,28            | 14,22            | 10,14            | 5,00             | 1,29             |                  |
| Середній мінімум, °C                          | −6,12            | −5,07            | −1,98            | 1,87             | 6,38             | 9,98             | 14,28            | 14,16            | 10,12            | 6,02             | 0,89             | −2,82            |                  |
| Норма опадів, мм                              | 86               | 85               | 88               | 97               | 84               | 83               | 57               | 71               | 109              | 123              | 143              | 115              |                  |
| Середньомісячна швидкість вітру, м/с          | 2.37             | 2.52             | 2.68             | 2.60             | 2.36             | 2.10             | 2.08             | 1.98             | 2.14             | 2.29             | 2.59             | 2.65             |                  |
| Середньомісячна сонячна радіація, кДж/м²·день | 4862             | 7506             | 11088            | 15621            | 19649            | 21760            | 23654            | 20514            | 15180            | 9717             | 5214             | 4028             |                  |
| --------------------------------------------- | ---------------- | ---------------- | ---------------- | ---------------- | ---------------- | ---------------- | ---------------- | ---------------- | ---------------- | ---------------- | ---------------- | ---------------- | ---------------- |
| Джерело:                                      |                  |                  |                  |                  |                  |                  |                  |                  |                  |                  |                  |                  |                  |